# Casinaria stygia
Casinaria stygia är en stekelart som beskrevs av Tschek 1871. Casinaria stygia ingår i släktet Casinaria och familjen brokparasitsteklar. Inga underarter finns listade.